# Buda de Kande Vihara
El Buda de Kande Vihara es una estatua de Buda sentado de 48,8 metros de altura que se encuentra en el templo de Kande Vihara en Aluthgama, Sri Lanka. Su construcción finalizó en 2007. Se apoya sobre una base de 11,2 metros de altura, lo que eleva el monumento a una altura total de 60 metros, lo que la convierte en la estatua de Buda más grande del país, y en 2019, era la cuadragésima segunda estatua más alta del mundo.